# Francesco Spanedda
Francesco Spanedda (* 21. Juni 1910 in Ploaghe; † 25. Juli 2001) war Erzbischof von Oristano.

## Leben
Francesco Spanedda empfing am 15. August 1934 die Priesterweihe.
Pius XII. ernannte ihn am 23. Dezember 1956 zum Bischof von Bosa. Der Erzbischof von Sassari, Arcangelo Mazzotti OFM, weihte ihn am 17. März des nächsten Jahres zum Bischof; Mitkonsekratoren waren Giovanni Pirastru, Bischof von Iglesias, und Antonio Tedde, Bischof von Ales e Terralba.
Er nahm an allen Sitzungsperioden des Zweiten Vatikanischen Konzils teil. Paul VI. ernannte ihn am 18. März 1972 zum Bischof von Alghero. Der Papst ernannte ihn am 17. März 1979 zum Erzbischof von Oristano. Am 30. November 1985 nahm Johannes Paul II. seinen altersbedingten Rücktritt an.